# تحصیلدار (فیلم ۱۹۲۱)
تحصیلدار (انگلیسی: The Rent Collector) یک فیلم کمدی صامت کوتاه آمریکایی به کارگردانی لری سمون و نورمن تاروگ است که در سال ۱۹۲۱ منتشر شد. از بازیگران این فیلم می‌توان به اولیور هاردی، لری سمون، نورما نیکولز، لیو ویلیس، ویلیام هابر، اوا تاچر و فرانک الکساندر اشاره کرد.